# Méthode d'analyse et de remontée de la valeur
 (avril 2023).
Si vous disposez d'ouvrages ou d'articles de référence ou si vous connaissez des sites web de qualité traitant du thème abordé ici, merci de compléter l'article en donnant les références utiles à sa vérifiabilité et en les liant à la section « Notes et références ».
En pratique : Quelles sources sont attendues ? Comment ajouter mes sources ?
Mareva 2 (Méthode d'analyse et de remontée de la valeur) est une méthode d’analyse de la valeur des projets de système d’information (SI). 

## Historique
MAREVA est créée en 2007 en France par le cabinet BearingPoint pour le compte de l’ADAE (Agence pour le Développement de l’Administration Electronique), ancêtre de la direction interministérielle du numérique (Dinum). 
La première version de MAREVA, appelée MAREVA 1, a pour objectif de déterminer l’opportunité de sélectionner et réaliser un projet. C’est un outil de pilotage qui repose sur cinq catégories de critères, :
- la rentabilité du projet,
- la nécessité de réaliser ce projet,
- les risques associés au projet,
- les bénéfices internes attendus,
- les bénéfices externes.

Toujours dans une logique d’améliorer la performance de pilotage des projets SI, la méthode est modifiée en 2014 pour aboutir à MAREVA 2. Cette version est appliquée par la Dinum, les ministères et des entités publiques (collectivités territoriales, hôpitaux…).

## Principes méthodologiques
MAREVA 2 est un des outils de pilotage de la performance des projets informatiques et du portefeuille des projets ministériels et interministériels, qui a été mis en place par les ministères en France, sous l’égide de la Dinum.
Cette méthode interministérielle sert de référence pour l'analyse de la valeur des projets de système d’information (SI) de l'État. Elle fournit une aide à la prise de décision stratégique du lancement des projets SI, puis au pilotage de leur valeur au fil du temps.
Depuis quelques années, les circulaires annuelles relatives à la préparation des projets annuels de performances (PAP) préconisent d'adopter cette démarche pour l'évaluation des grands projets informatiques.
Par ailleurs, l’article 3 du décret no 2019-1088 du 25 octobre 2019, relatif au système d'information et de communication de l'État, prévoit que « les projets interministériels et ministériels répondant à des caractéristiques, notamment de coût prévisionnel, fixées par arrêté du Premier ministre, sont soumis pour avis conforme au directeur interministériel du numérique selon des modalités fixées par ce même arrêté.
Les projets des organismes placés sous la tutelle de l'Etat, répondant aux mêmes caractéristiques, sont soumis pour avis au directeur interministériel du numérique afin qu'il émette des recommandations ». Cette conformité exige désormais que ces projets bénéficient d’une analyse de la valeur conduite selon cette méthode MAREVA 2.
En pratique, la méthode MAREVA consiste à appréhender la valeur d’un projet en lui attribuant une note sur 20 points, décomposée en une note dite stratégique et une note de rentabilité économique. Les dimensions prises en compte sont les suivantes :
- L’impact du projet sur le métier : son amélioration de la qualité du service rendu et sa création de valeur pour les usagers du SI (citoyens, agents de l’État…), sa capacité à accompagner des transformations profondes (réorganisations, réformes…), sa contribution à une politique publique et sa nécessité réglementaire ;
- L’impact du projet sur le système d’information de l’État : son alignement avec le cadre stratégique commun de l’État, sa capacité à répondre aux enjeux d’urbanisation, de sécurité et de lutte contre l’obsolescence ;
- La rentabilité économique du projet : son impact sur les dépenses récurrentes de maintien en conditions opérationnelles et les gains apportés aux métiers.

Ces composantes de la valeur rendent compte de l'ensemble des éléments qualitatifs et quantitatifs du projet.